# Élection présidentielle sud-africaine de 2019
L'élection présidentielle sud-africaine de 2019 a lieu le 22 mai 2019 à l'Assemblée nationale réunie au Cap, la capitale parlementaire de l'Afrique du Sud afin d'en élire le président. L'élection présidentielle sud-africaine s'effectue dans le cadre d'un scrutin indirect, le chef de l’État étant élu par les 400 députés de l'assemblée nationale du parlement. 
Cyril Ramaphosa est réélu à la tête de l'État pour un mandat de cinq ans.

## Contexte
Seul candidat à la présidence de la République sud-africaine, Cyril Ramaphosa, qui a succédé en 2018 à Jacob Zuma après la démission de ce dernier, a été déclaré élu pour un mandat de 5 ans par le président de la Cour constitutionnelle Mogoeng Mogoeng, sans même qu'un vote formel ne soit organisé, Ramaphosa étant alors seul candidat. L'élection présidentielle de 2019 fait suite à la victoire du Congrès national africain (ANC), le parti dirigé par Ramaphosa, lors des élections législatives du 8 mai 2019. Lors de ces élections, l'ANC, bien qu'en perte de vitesse, avait obtenue 57,5% des voix et 230 des 400 sièges de l'Assemblée nationale. 
La session inaugurale de la nouvelle Assemblée nationale a été marqué par le renoncement à leur siège de députés de plusieurs personnalités élues sur la liste de l'ANC, comme la ministre de l'Environnement Nomvula Mokonyane et l'ancien ministre des Finances Malusi Gigaba. D'autres ont du reporter leur prestation de serment,  comme le vice-président du pays, David Mabuza, à la suite d'un rapport de la commission d'éthique de l'ANC. 
Cyril Ramaphosa prête ensuite serment lors d’une cérémonie organisée dans un stade de Pretoria.